# Felipe Chiappini
Felipe Daniel Chiappini Ospitaleche (Artigas, 16 settembre 2003) è un calciatore uruguaiano, centrocampista del Boston River.

## Carriera
Chiappini è cresciuto nel settore giovanile del Boston River ed ha debuttato in prima squadra l'8 settembre 2024 nell'incontro di Primera División perso 2-0 contro il Danubio. Ha segnato il suo primo gol tra i professionisti il 29 ottobre seguente, in Copa Uruguay contro l'Albion.

## Statistiche

### Presenze e reti nei club
Statistiche aggiornate al 13 novembre 2024.
| Stagione        | Squadra         | Campionato      | Campionato | Campionato | Coppe nazionali | Coppe nazionali | Coppe nazionali | Coppe continentali | Coppe continentali | Coppe continentali | Altre coppe | Altre coppe | Altre coppe | Totale | Totale | Totale |
| Stagione        | Squadra         | Comp            | Pres       | Reti       | Comp            | Pres            | Reti            | Comp               | Pres               | Reti               | Comp        | Pres        | Reti        | Pres   | Reti   |        |
| --------------- | --------------- | --------------- | ---------- | ---------- | --------------- | --------------- | --------------- | ------------------ | ------------------ | ------------------ | ----------- | ----------- | ----------- | ------ | ------ | ------ |
| 2024            | Boston River    | PD              | 4          | 0          | CU              | 3               | 1               | -                  | -                  | -                  |             | -           | -           | 7      | 1      |        |
| Totale carriera | Totale carriera | Totale carriera | 4          | 0          |                 | 3               | 1               |                    | -                  | -                  |             | -           | -           | 7      | 1      |        |